# 向尊化
向尊化，湖北漢陽府沔陽州（今湖北省仙桃市沔城）人，清朝军事将领、武進士。
嘉慶十年（1805年），登武進士，后捐都司。嘉慶十八年（1813年），授直隸玉田營都司。嘉慶二十四年（1819年），任蒲河營都司。道光元年（1821年），署提標右營遊擊事務。道光二年（1822年），署鄭家口營遊擊，道光四年（1824年），任鄭家口營遊擊。道光六年（1826年），任直隸務關路參將，次年署通州協副將印務。道光八年（1828年），署河間協副將印務、后任直隸河間協副將。道光十二年（1832年），任甘肅河州鎮總兵，道光十四年（1834年），任湖南鎮筸鎮總兵。道光十六年（1836年），負責古城營教習各營弓箭、督理屯田事務。